# Copa do Mundo de Rugby League de 2013
A Copa do Mundo de Rugby League de 2013 foi a décima quarta edição do torneio. Ocorreu cinco anos depois da anterior. França, Inglaterra, Irlanda e País de Gales foram as sedes. A Austrália, que tradicionalmente é a seleção de rugby league mais forte do mundo, foi campeã pela décima vez.
Buscando um meio-termo entre as duas edições anteriores (a de 2000 teve dezesseis participantes, mas com prejuízos; a de 2008 teve dez, sendo considerada uma evolução), a edição de 2013 conta com quatorze seleções competidoras, reunindo com as mesmas de 2008 (Austrália, Escócia, Fiji, França, Inglaterra, Irlanda, Nova Zelândia, Papua-Nova Guiné, Samoa e Tonga) às das Ilhas Cook, País de Gales e de duas estreantes, as dos Estados Unidos e Itália.
A edição foi considerada pela imprensa especializada a melhor  e mais disputada da história da competição, com jogos emocionantes entre as seleções menores e com algumas tradicionais decepcionando, bem como jogos épicos também entre as três grandes candidatas ao título (Austrália, Inglaterra e Nova Zelândia). Também ocorreu aquela que foi considerada a partida de rugby league mais importante em solo irlandês na história, entre a seleção local e a Austrália, com os irlandeses chegando a ter chances matemáticas de classificação, embora o esperado, com a Irlanda sendo trucidada pelos australianos, tenha ocorrido.
Na final, a Austrália voltou a ratificar sua supremacia neste esporte, premiando uma geração brilhante ainda sem títulos no torneio, em vitória indiscutível por 34-2 onde soube anular os grandes astros da rival Nova Zelândia, especialmente Sonny Bill Williams, eleito dias antes o melhor jogador do mundo no rugby league  e que poderia vir a ser o primeiro jogador campeão nas Copas do Mundo dos dois códigos de rugby (havia vencido a Copa do Mundo de Rugby Union de 2011).

## Desempenhos

### Boas surpresas
Os Estados Unidos, estreantes na competição, eram considerados uma incógnita. Foram eliminados nas quartas-de-final pela poderosa Austrália, após os EUA conseguirem campanha considerada como mais longe do que se esperava deles  e valente, incluindo vitória sobre o anfitrião País de Gales, considerado o favorito do grupo. Os Tomahawks chegaram a jogar apenas para cumprir tabela, já classificados antecipadamente.
Ainda que eliminada nas quartas-de-final pela Nova Zelândia sem dar-lhe trabalho, a Escócia, em um grupo onde só o líder avançava, não era considerada favorita para avançar da primeira fase, e sim Tonga. Mas conseguiu, venceu a própria Tonga  e chegou invicta às quartas, em trajetória positivamente inesperada.
Fiji novamente classificou-se às semifinais, eliminando a rival Samoa nas quartas-de-final, em raro jogo de equilíbrio entre os adversários após a fase inicial. Foi considerado o intruso das semifinais, mas demonstrou qualidade desde a sua primeira partida  e chegou a dar trabalho à anfitriã e poderosa Inglaterra. Samoa, por sua vez, já havia surpreendido ao ficar na segunda colocação de seu grupo, vencendo a favorita França em território francês. Também deu trabalho à poderosa Nova Zelândia, em partida considerada como espetáculo.
A Itália, inicialmente sem favoritismo, foi de surpresa à decepção: estreante, realizou partidas inspiradoras, fazendo com que a perda de sua vaga na segunda fase já não fosse esperada e acabasse considerada decepcionante. A histórica classificação  parecia muito próxima  e vinha sendo alimentada por grande vitória sobre o anfitrião País de Gales  e por eletrizante empate cheio de reviravoltas contra a Escócia, mas não ocorreu após a derrota para Tonga.
As três grandes candidatas ao título também realizaram jogos épicos entre si. A anfitriã Inglaterra, na estreia, esteve perto de vencer a Austrália pela primeira vez desde 2006. Sua semifinal contra a Nova Zelândia foi perdida nos segundos finais, em jogo com viradas no placar, alternância de domínio para ambos e que no fim parecia que colocaria os ingleses novamente na sua primeira decisão desde a Copa de 1995.

### Decepções
A França, mesmo avançando às quartas, demonstrou declínio em relação ao passado, ainda que esteja numa fase de retomada de seus melhores momentos. Distante dos anos dourados no rugby league, foi completamente dominada pela Nova Zelândia  e pela Inglaterra, além da derrota em território nacional para Samoa. Sua única vitória foi sobre a Papua-Nova Guiné, que perdeu mais por incompetência própria do que por méritos franceses  e que também teria campanha decepcionante.
O anfitrião País de Gales, que tinha o favoritismo no seu grupo, não demonstrou força próxima a que tinha no passado no rugby league, sendo eliminado prematuramente já na segunda partida  e perdendo todas, mesmo jogando-as em casa, em campanha terrível.
Outra decepção foi a Papua-Nova Guiné, país mais fanático pelo rugby league e praticamente eliminado logo após o segundo jogo. No primeiro, deixou uma vitória certa contra a França escapar. No segundo, foi atropelado desde o início por Samoa. Por fim, foi massacrado pela Nova Zelândia.

## Resultados

### Grupo A
| 26 Outubro |       |            |                             |
| Austrália  | 28–20 | Inglaterra | Millennium Stadium, Cardiff |
|            |       |            | Millennium Stadium, Cardiff |

| 28 Outubro |       |         |                            |
| Fiji       | 32–14 | Irlanda | Spotland Stadium, Rochdale |
|            |       |         | Spotland Stadium, Rochdale |

| 2 Novembro |      |         |                                    |
| Inglaterra | 42–0 | Irlanda | John Smith's Stadium, Huddersfield |
|            |      |         | John Smith's Stadium, Huddersfield |

| 2 Novembro |      |      |                          |
| Austrália  | 34–2 | Fiji | Langtree Park, St Helens |
|            |      |      | Langtree Park, St Helens |

| 9 Novembro |       |      |                  |
| Inglaterra | 34-12 | Fiji | KC Stadium, Hull |
|            |       |      | KC Stadium, Hull |

| 9 Novembro |      |           |                        |
| Irlanda    | 0-50 | Austrália | Thomond Park, Limerick |
|            |      |           | Thomond Park, Limerick |

| Seleção    | Jogos | Vitórias | Empates | Derrotas | Pontos Pró | Pontos Contra | Saldo | Pontos |
| ---------- | ----- | -------- | ------- | -------- | ---------- | ------------- | ----- | ------ |
| Austrália  | 3     | 3        | 0       | 0        | 112        | 22            | +90   | 6      |
| Inglaterra | 3     | 2        | 0       | 1        | 96         | 40            | +56   | 4      |
| Fiji       | 3     | 1        | 0       | 2        | 46         | 82            | –36   | 2      |
| Irlanda    | 3     | 0        | 0       | 3        | 14         | 124           | –110  | 0      |

### Grupo B
| 27 Outubro |     |                  |                       |
| França     | 9–8 | Papua-Nova Guiné | MS3 Craven Park, Hull |
|            |     |                  | MS3 Craven Park, Hull |

| 27 Outubro    |       |       |                                     |
| Nova Zelândia | 42–24 | Samoa | Halliwell Jones Stadium, Warrington |
|               |       |       | Halliwell Jones Stadium, Warrington |

| 1 Novembro |      |               |                          |
| França     | 0–48 | Nova Zelândia | Parc des Sports, Avinhão |
|            |      |               | Parc des Sports, Avinhão |

| 4 Novembro |      |                  |                       |
| Samoa      | 38–4 | Papua-Nova Guiné | MS3 Craven Park, Hull |
|            |      |                  | MS3 Craven Park, Hull |

| 8 November 2013 |       |                  |                                    |
| Nova Zelândia   | 56-10 | Papua-Nova Guiné | Headingley Carnegie Stadium, Leeds |
|                 |       |                  | Headingley Carnegie Stadium, Leeds |

| 11 Novembro |      |       |                                |
| França      | 6-22 | Samoa | Stade Gilbert Brutus, Perpinhã |
|             |      |       | Stade Gilbert Brutus, Perpinhã |

| Seleção          | Jogos | Vitórias | Empates | Derrotas | Pontos Pró | Pontos Contra | Saldo | Pontos |
| ---------------- | ----- | -------- | ------- | -------- | ---------- | ------------- | ----- | ------ |
| Nova Zelândia    | 3     | 3        | 0       | 0        | 146        | 34            | +112  | 6      |
| Samoa            | 3     | 2        | 0       | 1        | 84         | 52            | +32   | 4      |
| França           | 3     | 1        | 0       | 2        | 15         | 78            | –63   | 2      |
| Papua-Nova Guiné | 3     | 0        | 0       | 3        | 22         | 103           | –81   | 0      |

### Grupo C
| 29 Outubro |       |       |                          |
| Escócia    | 26–24 | Tonga | Derwent Park, Workington |
|            |       |       | Derwent Park, Workington |

| 3 Novembro |       |        |                          |
| Escócia    | 30–30 | Itália | Derwent Park, Workington |
|            |       |        | Derwent Park, Workington |

| 10 Novembro |      |        |                       |
| Tonga       | 16-0 | Itália | Shay Stadium, Halifax |
|             |      |        | Shay Stadium, Halifax |

| Seleção | Jogos | Vitórias | Empates | Derrotas | Pontos Pró | Pontos Contra | Saldo | Pontos |
| ------- | ----- | -------- | ------- | -------- | ---------- | ------------- | ----- | ------ |
| Escócia | 3     | 2        | 1       | 0        | 78         | 62            | +16   | 5      |
| Tonga   | 3     | 2        | 0       | 1        | 62         | 42            | +20   | 4      |
| Itália  | 3     | 1        | 1       | 1        | 62         | 62            | 0     | 3      |

### Group D
| 30 Outubro     |       |            |                           |
| Estados Unidos | 32–20 | Ilhas Cook | Memorial Stadium, Bristol |
|                |       |            | Memorial Stadium, Bristol |

| 3 Novembro    |       |                |                                |
| País de Gales | 16–24 | Estados Unidos | The Racecourse Ground, Wrexham |
|               |       |                | The Racecourse Ground, Wrexham |

| 10 Novembro   |       |            |                  |
| País de Gales | 24-28 | Ilhas Cook | The Gnoll, Neath |
|               |       |            | The Gnoll, Neath |

| Seleção        | Jogos | Vitórias | Empates | Derrotas | Pontos Pró | Pontos Contra | Saldo | Pontos |
| -------------- | ----- | -------- | ------- | -------- | ---------- | ------------- | ----- | ------ |
| Estados Unidos | 3     | 2        | 0       | 1        | 64         | 58            | +6    | 4      |
| Ilhas Cook     | 3     | 1        | 0       | 2        | 64         | 78            | –14   | 2      |
| País de Gales  | 3     | 0        | 0       | 3        | 56         | 84            | –28   | 0      |

### Jogos intergrupos C e D
| 26 Outubro    |       |        |                             |
| País de Gales | 16–32 | Itália | Millennium Stadium, Cardiff |
|               |       |        | Millennium Stadium, Cardiff |

| 5 Novembro |       |            |                             |
| Tonga      | 22–16 | Ilhas Cook | Leigh Sports Village, Leigh |
|            |       |            | Leigh Sports Village, Leigh |

| 7 Novembro |      |                |                               |
| Escócia    | 22-8 | Estados Unidos | Salford City Stadium, Salford |
|            |      |                | Salford City Stadium, Salford |

### Quartas-de-final
| 15 Novembro   |      |         |                                    |
| Nova Zelândia | 40-4 | Escócia | Headingley Carnegie Stadium, Leeds |
|               |      |         | Headingley Carnegie Stadium, Leeds |

| 16 Novembro |      |                |                                |
| Austrália   | 62-0 | Estados Unidos | The Racecourse Ground, Wrexham |
|             |      |                | The Racecourse Ground, Wrexham |

| 16 Novembro |      |        |                   |
| Inglaterra  | 34-6 | França | DW Stadium, Wigan |
|             |      |        | DW Stadium, Wigan |

| 17 Novembro |      |       |                                     |
| Fiji        | 22-4 | Samoa | Halliwell Jones Stadium, Warrington |
|             |      |       | Halliwell Jones Stadium, Warrington |

### Semifinais
| 23 Novembro |       |               |                  |
| Inglaterra  | 18-20 | Nova Zelândia | Wembley, Londres |
|             |       |               | Wembley, Londres |

| 23 Novembro |      |      |                  |
| Austrália   | 64-0 | Fiji | Wembley, Londres |
|             |      |      | Wembley, Londres |

### Final
| 30 Novembro   |      |           |                          |
| Nova Zelândia | 2-34 | Austrália | Old Trafford, Manchester |
|               |      |           | Old Trafford, Manchester |